# Józef Schulz
Józef Walenty Schulz (ur. 3 lutego 1884 w Kwasutach (Wielkopolska), zm. 30 marca 1940 w Buchenwaldzie) – polski ksiądz, kanonik honorowy Kolegiaty Poznańskiej, proboszcz w parafii farnej w Bydgoszczy (1931-1939), dziekan bydgoski.

## Życiorys
Urodził się 3 lutego 1884 roku w Kwasutach w powiecie żnińskim w rodzinie Andrzeja i Wiktorii z Domagalskich. Uczęszczał do szkoły powszechnej w Sarbinowie oraz do gimnazjum w Wągrowcu. Jako gimnazjalista czynny był w Towarzystwie Tomasza Zana. Studiował w seminariach duchownych w Poznaniu i Gnieźnie, gdzie 9 lutego 1908 r. przyjął święcenia kapłańskie.
W latach 1908–1916 był wikariuszem w Ostrzeszowie. Obowiązki duszpasterskie łączył z aktywną działalnością społeczną i opiekuńczą, zwłaszcza wśród dzieci i młodzieży. Z jego inicjatywy powstały w Ostrzeszowie ogródki dla dzieci. W 1916 został przeniesiony do Poznania, gdzie objął stanowisko dyrektora, a później sekretarza generalnego Katolickiego Związku Kobiet. W 1919 brał udział w powstaniu wielkopolskim, pełniąc funkcje duszpasterskie.

### Działalność w Bydgoszczy
W dniu 21 grudnia 1931 roku otrzymał stanowisko proboszcza kościoła farnego św. Marcina i Mikołaja w Bydgoszczy. Wprowadzenia na stanowisko dokonał 2 lutego biskup pomocniczy Antoni Laubitz. Rok później mianowano go również inspektorem nauki religii w bydgoskich szkołach powszechnych. Rychło pozyskał sobie szacunek i uznanie nie tylko parafian, ale również licznych mieszkańców miasta za swoją ofiarną pracę społeczną i charytatywną. Otaczał opieką ludzi bezdomnych i pozbawionych pracy. Działał wśród młodzieży, pełniąc funkcje honorowego przewodniczącego Stowarzyszenia Młodzieży Katolickiej w Bydgoszczy. Czynny był w Polskim Związku Zachodnim.

### Wydarzenia z okresu okupacji niemieckiej
Po najeździe Niemiec hitlerowskich na Polskę, nie skorzystał z propozycji ewakuacji i pozostał w swojej parafii. Po opuszczeniu Bydgoszczy przez władze cywilne i wojskowe, 3 września 1939 wszedł w skład Komitetu Obywatelskiego, a następnego dnia został wybrany wiceprzewodniczącym Zarządu Straży Obywatelskiej. Po zajęciu miasta przez wojska niemieckie, uczestniczył w pertraktacjach mających zapewnić członkom Straży Obywatelskiej humanitarne warunki kapitulacji. Nakłoniony przez Niemców, napisał wraz z innymi członkami Straży odezwę, wzywającą mieszkańców do zachowania spokoju, złożenia broni i powrotu do pracy. Po spełnieniu tych warunków Niemcy obiecywali bydgoszczanom wolność osobistą, bezpieczeństwo i zachowanie mienia. Naturalnie obietnica ta, złożona przez nazistów, była całkowicie niewiarygodna. W dniu 7 września 1939 ks. Schulz został aresztowany, maltretowany i m.in. przesłuchiwany osobiście przez nadburmistrza Wernera Kampe.
Po kilkunastu dniach od aresztowania, 21 września 1939 roku, przetransportowano go do obozu koncentracyjnego w Dachau, a następnie 26 września do obozu w Buchenwaldzie. Był w szczególny sposób bity i maltretowany, gdyż uznawano go kłamliwie za jednego z "morderców z Bydgoszczy", odpowiedzialnych za "krwawą niedzielę bydgoską". Mimo fizycznych i psychicznych tortur zachował niezłomną postawę, podtrzymując współwięźniów na duchu. Osadzono go w bunkrze, gdzie zmarł (według niektórych źródeł został uduszony) 30 marca 1940 roku.

## Upamiętnienie
W 1989 nazwę ks. Józefa Schulza nadano ulicy na bydgoskim osiedlu Błonie (uprzednio była to ul. Feliksa Dzierżyńskiego). Jego nazwisko widnieje na tablicy pamiątkowej, poświęconej zamordowanym w okresie okupacji niemieckiej księżom bydgoskiej parafii farnej, która w 1994 roku została umieszczona na ścianie bydgoskiego kościoła farnego. Kolejnym upamiętnieniem jest kamień z tabliczką pamiątkową przy bydgoskim kościele św. Polskich Braci Męczenników.